# Hippoporidra lusitania
Hippoporidra lusitania is een mosdiertjessoort uit de familie van de Hippoporidridae. De wetenschappelijke naam van de soort is voor het eerst geldig gepubliceerd in 1981 door Taylor & Cook.